# 変人村
『変人村』（へんじんむら 原題:仏: Sheitan）は2006年のフランス映画。

## ストーリー
クリスマス前日、三人の若者はクラブでエーヴとヤスミンという女の子をナンパする。それから五人は車にのって、片田舎にあるエーヴの家に遊びにいく。そこで彼らはエーヴに風変わりな家政夫ジョセフとその身重の妻を紹介された。バートはジョセフが彼らをたびたび見る様子が気になってしょうがなかった。
そして、彼らはジョセフのその行為の意味を身をもって思い知らされるのであった。

## キャスト
| 役名     | 俳優                     |
| -------- | ------------------------ |
| ジョセフ | ヴァンサン・カッセル     |
| バート   | オリヴィエ・バルテレミィ |
| エーヴ   | ロキサーヌ・メスキダ     |
| タイ     | ニコ・ル・ファット・タン |
| ヤスミン | レイラ・ベクティ         |
| 吸血鬼   | モニカ・ベルッチ         |

## スタッフ
- 監督 - キム・シャピロン（フランス語版）
- 脚本 - クリスチャン・シャピロン（フランス語版）、キム・シャピロン
- 製作 - エリック・ネヴェ、ヴァンサン・カッセル、キム・シャピロン
- 音楽 - グエン・ル
- 撮影 - アレックス・ラマルク
- 編集 - ベンジャミン・ウェイル

## ソフト化
- DVDがキングレコードより2007年12月5日に発売。
- DVDボックス「変態箱」がキングレコードより2009年9月9日に発売。